# Liste der Gerichtsbezirke im Burgenland
Diese Liste der Gerichtsbezirke im Burgenland listet alle Gerichtsbezirke im Bundesland Burgenland auf.

## Geschichte
Die deutschsprachigen Gebiete Westungarns gehörten bis 1919 zur ungarischen Krone. Im Gegensatz zur Einteilung der österreichischen Kronländer in Bezirke und Gerichtsbezirke war das Königreich Ungarn in Komitate und Stuhlbezirke unterteilt worden. Die deutschsprachigen Gebiete lagen dabei in den Komitaten Wieselburg, Ödenburg und Eisenburg. Nachdem 1919 die deutschsprachigen Gebiete Westungarns Österreich zugesprochen worden war, musste für das neue Bundesland Burgenland auch eine neue politische und gerichtliche Einteilung geschaffen werden. Das Burgenland wurde daher 1921 per Verordnung dem Oberlandesgericht Wien zugeteilt, wobei gleichzeitig die Errichtung eines Landesgerichtes in Ödenburg für die Zivil- und Strafgerichtsbarkeit bestimmt wurde. Dem Landesgericht Ödenburg wurden weiters die Bezirksgerichte Eisenstadt, Güssing, Jennersdorf, Mattersburg, Neusiedl am See, Oberpullendorf, Oberwart und Ödenburg unterstellt, wobei die Zuständigkeit der Bezirksgerichte in der Regel deckungsgleich mit den gleichnamigen Verwaltungsbezirken definiert wurden. Die Zuständigkeit des Bezirksgerichtes Ödenburg sollte sich hingegen über den Ödenburger Stadt- und Landbezirk erstrecken, die Zuständigkeit des Bezirksgerichtes Eisenstadt über die Städte Eisenstadt, Rust sowie den Bezirk Eisenstadt-Umgebung.
Nach der Niederlage bei der Volksabstimmung in Ödenburg musste Österreich jedoch Ödenburg und Umgebung an Ungarn abtreten. Dadurch wurde Ödenburg nicht wie vorgesehen Sitz eines Landes- und eines Bezirksgerichtes, ebenso wenig konnte in der Stadt der Sitz der Landesregierung oder der Staatsanwaltschaft realisiert werden. Die übrigen Gerichtsbezirke wurden in der Folge dem Landesgericht für Strafsachen Wien bzw. dem Landesgericht für Zivilrechtssachen Wien unterstellt.
Erst mit 1. Jänner 1959 wurde das Landesgericht Eisenstadt geschaffen, dem alle Bezirksgerichte im Burgenland bis heute unterstehen.
Die Einteilung der übrigen Gerichtsbezirke blieb hingegen bis auf den nicht zu Stande gekommenen Gerichtsbezirk Ödenburg jahrzehntelang unverändert, wohl auch, weil die Gerichtsbezirke im Burgenland bei ihrer Gründung wesentlich größer waren als im österreichischen Vergleich und daher Zusammenlegungen von Bezirksgerichten wie in anderen Bundesländern bisher nicht notwendig waren.
Am 1. Jänner 2018 wurde das Bezirksgericht Jennersdorf aufgelöst und die Gemeinden dem Gerichtsbezirk Güssing zugeschlagen.

## Gerichtsbezirke

### Bestehende Gerichtsbezirke
Alle Bezirksgerichte im Burgenland unterstehen dem Landesgericht Eisenstadt.
Die Tabelle enthält im Einzelnen folgende Informationen:
| GRKZ:               | Gerichtsbezirkskennziffer (lt. Statistik Austria)                                                   |
| Gerichtsbezirk:     | Name des Gerichtsbezirkes                                                                           |
| Politischer Bezirk: | Politischer Bezirk, in dem der Gerichtsbezirk liegt                                                 |
| Bevölkerung:        | Zahl der gemeldeten Bewohner mit Hauptwohnsitz im jeweiligen Gerichtsbezirk (Stand: 1. Jänner 2024) |
| Fläche:             | Fläche der Gerichtsbezirke in km² (Stand 2016, Gebietsstand 2018)                                   |

| GRKZ | Gerichtsbezirk  | Politische(r) Bezirk(e)               | Bevölkerung | Fläche   |
| ---- | --------------- | ------------------------------------- | ----------- | -------- |
| 1011 | Eisenstadt      | Eisenstadt, Eisenstadt-Umgebung, Rust | 62.813      | 516,03   |
| 1041 | Güssing         | Güssing, Jennersdorf                  | 43.307      | 738,68   |
| 1061 | Mattersburg     | Mattersburg                           | 40.983      | 237,83   |
| 1071 | Neusiedl am See | Neusiedl am See                       | 61.862      | 1.038,64 |
| 1081 | Oberpullendorf  | Oberpullendorf                        | 37.807      | 701,44   |
| 1091 | Oberwart        | Oberwart                              | 55.179      | 732,58   |

### Ehemaliger Gerichtsbezirk
Die Tabelle enthält im Einzelnen folgende Informationen:
| Gerichtsbezirk:     | Name des Gerichtsbezirkes                                                        |
| Landesgericht:      | Landesgericht, dem das Bezirksgericht unterstellt war                            |
| Politischer Bezirk: | Politischer Bezirk, in dem der Gerichtsbezirk zuständig war                      |
| Auflösung:          | Datum, mit dem die Auflösung des Gerichtsbezirkes rechtswirksam wurde            |
| Zugewiesen zu:      | Gerichtsbezirk, dem das Gebiet des aufgelösten Gerichtsbezirkes zugewiesen wurde |

| Gerichtsbezirk | Landesgericht | Politischer Bezirk | Auflösung      | Zugewiesen zu |
| -------------- | ------------- | ------------------ | -------------- | ------------- |
| Jennersdorf    | Eisenstadt    | Jennersdorf        | 1. Jänner 2018 | Güssing       |